# فورت جکسون (کارولینای جنوبی)
فورت جکسون (انگلیسی: Fort Jackson) یک پایگاه نظامی نیروی زمینی ایالات متحده آمریکا که در کلمبیا، کارولینای جنوبی واقع شده است